# Ice Spice
Ice Spice, pseudonimo di Isis Naija Gaston (New York, 1º gennaio 2000), è una rapper statunitense.

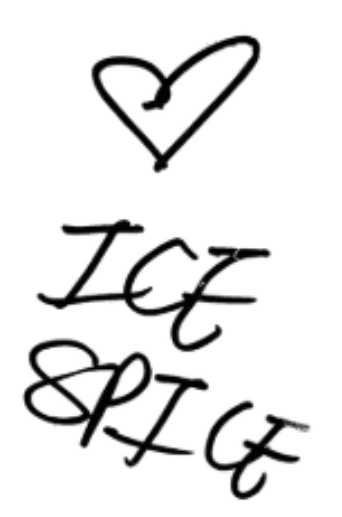
Firma di Ice Spice

È salita alla ribalta nel 2022 con la pubblicazione dei singoli Munch (Feelin' U) e Bikini Bottom, ai quali ha fatto seguito l'EP di debutto Like..? (2023). Nel 2023 ha vinto l'MTV Video Music Award al miglior artista esordiente.

## Biografia
Isis Gaston è nata il 1º gennaio 2000 nel distretto newyorkese del Bronx da padre nigeriano e madre dominicana, che si sono separati quando Isis aveva due anni. La prima di cinque fratelli e fratellastri, ha trascorso gran parte della sua infanzia a casa dei nonni a causa degli impegni lavorativi dei genitori. Ha iniziato gli studi nel Bronx, per poi essere iscritta a un istituto di istruzione superiore di indirizzo cattolico situato a Yonkers. Durante il periodo di educazione scolastica, inizia a comporre poesie e ad avvicinarsi all'hip hop scrivendo i suoi primi freestyle.

### 2021–presente: esordi e successo
La carriera musicale di Ice Spice, pseudonimo che l'interprete utilizzava anche come nickname di un profilo Instagram anonimo, inizia nel 2021 in seguito all'incontro con il produttore RiotUSA. I due si sono conosciuti presso il college di arti liberali di Purchase afferente all'Università statale di New York, che Ice Spice ha successivamente abbandonato. I suoi singoli di debutto, Bully Freestyle e No Clarity, vengono pubblicati quello stesso anno, mentre il successore Name of Love riscuote popolarità sulla piattaforma SoundCloud. Il singolo Munch (Feelin' U) del 2022 si impone all'attenzione del pubblico in seguito all'inserimento da parte del rapper Drake nel suo programma radiofonico Sound 42; Drake ha invitato Ice Spice e RiotUSA a prendere parte al suo OVO Fest di Toronto in qualità di spettatori.
Munch (Feelin' U) è successivamente diventato virale su TikTok e Twitter e ha esordito in alcune classifiche secondarie di Billboard, portando Ice Spice nel settembre 2022 ad esibirsi ai segmenti di Toronto e New York del Rolling Loud Festival e a firmare un contratto discografico con le etichette 10K Projects Capitol Records. Dopo il singolo Bikini Bottom, avviene la prima pubblicazione per conto di una major, ovvero il singolo In Ha Mood, che anticipa l'uscita dell'EP di debutto Like..? avvenuta nel gennaio 2023. Nel febbraio successivo collabora con PinkPantheress al remix di Boy's a Liar, grazie al quale ottiene la sua prima top ten nella Billboard Hot 100 in madrepatria.Nell'aprile pubblica il remix della singolo Princess Diana, in collaborazione con Nicki Minaj, facendole guadagnare la sua seconda top ten in madrepatria. Il 27 maggio collabora con Taylor Swift al remix di Karma, con la quale guadagna un'altra top ten nella Billboard Hot 100. Nel giugno pubblica Barbie World, collaborando per la seconda volta con Nicki Minaj facendo guadagnare alla Spice la sua quarta top ten dell'anno; la canzone diventa popolare su Tik Tok diventando un tormentone estivo in tutto il mondo. Con Karma e Barbie World ottiene anche quattro candidature ai Grammy Awards 2024. Recentemente ha anche partecipato ad un concerto assieme a Snoop Dogg, realizzato da Fortnite.

## Discografia

### Album in studio
- 2024 – Y2K!

### EP
- 2023 – Like..?

### Singoli
- 2021 – Bully Freestyle
- 2021 – No Clarity
- 2022 – Be a Lady
- 2022 – Name of Love
- 2022 – Euphoric
- 2022 – Munch (Feelin' U)
- 2022 – Bikini Bottom
- 2023 – In Ha Mood
- 2023 – Boy's a Liar Pt. 2 (con PinkPantheress)
- 2023 – Princess Diana (con Nicki Minaj)
- 2023 – Barbie World (con Nicki Minaj e gli Aqua)
- 2023 – Pretty Girl (con Rema)
- 2024 – Think U the Shit (Fart)
- 2024 – Gimmie a Light
- 2024 – Phat Butt
- 2024 – Did It First (con Central Cee)

## Riconoscimenti
- BMI R&B/Hip-Hop Awards
  - 2023 – Impact Award[12]

- Grammy Awards
  - 2024 – Candidatura al miglior artista esordiente
  - 2024 – Candidatura alla miglior interpretazione pop di un duo o un gruppo per Karma
  - 2024 – Candidatura alla miglior canzone rap per Barbie World
  - 2024 – Candidatura alla miglior canzone scritta per media visivi per Barbie World

- MTV Video Music Awards
  - 2023 – Miglior artista esordiente[2]
  - 2023 – Candidatura alla canzone dell'estate per Karma
  - 2023 – Candidatura alla canzone dell'estate per Barbie World
  - 2023 – Candidatura all'esibizione Push dell'anno[13]